# Flatoidinus acutus
Flatoidinus acutus är en insektsart. Flatoidinus acutus ingår i släktet Flatoidinus och familjen Flatidae.

## Underarter
Arten delas in i följande underarter:
- F. a. bipunctatus
- F. a. humeralis
- F. a. maculosus